# Xavier Perlia

Xavier Perlia (etwa 1960)

Xavier Perlia (* 1923 in Luxemburg; † 20. Januar 2014) war ein Schweizer Pharmakologe.

## Leben
Xavier Perlia wurde in Luxemburg geboren und studierte an der Universität Lausanne und ab 1948 an der ETH Zürich Pharmazie. Nach seiner Promotion im Jahr 1953 war er als Assistent am Pharmazeutischen Institut der ETH Zürich tätig. Im Jahr 1960 habilitierte er, ab 1963 war er Assistenzprofessor für pharmazeutische Chemie an der ETH Zürich. Ab 1969 war er dort zunächst außerordentlicher Professor für Pharmazie, ab 1973 dann ordentlicher Professor. Perlia war von 1971 bis 1991 Mitglied der Schweizer Arzneibuchkommission und von 1971 bis 1995 Mitglied der Europäischen Arzneibuchkommission. Er erforschte die Zusammenhänge zwischen den Eigenschaften und der Wirkung von Lokalanästhetika und widmete sich der Analytik von Arzneimitteln und dem Verhalten von Arzneistoffen bei Einwirkung von Gammastrahlung.